# West Indies Women’s Cricket Team in Südafrika in der Saison 2015/16
Die Tour der West Indies Women’s Cricket Team nach Südafrika in der Saison 2015/16 fand vom 24. Februar bis zum 9. März 2016 statt. Die internationale Cricket-Tour war Bestandteil der Internationalen Cricket-Saison 2015/16 und umfasste drei WODIs und drei WTwenty20s. Die West Indies gewannen die WODI-Serie 2–1, während Südafrika die WTwenty20-Serie mit ebenfalls 2–1 gewann.

## Vorgeschichte
Südafrika spielte zuvor eine Tour gegen England, die West Indies gegen Pakistan. Das letzte Aufeinandertreffen der beiden Mannschaften bei einer Tour fand in der Saison 2012/13 in den West Indies statt.

## Stadien
Die folgenden Stadien wurden für die Tour als Austragungsort vorgesehen.
| Stadion                  | Stadt        | Kapazität | Spiele       |
| ------------------------ | ------------ | --------- | ------------ |
| Sahara Stadium Kingsmead | Durban       | 25.000    | 1. WT20      |
| Buffalo Park             | East London  | 20.000    | 1. – 3. WODI |
| Wanderers Stadium        | Johannesburg | 34.000    | 2. WT20      |
| Newlands Cricket Ground  | Kapstadt     | 25.000    | 3. WT20      |

## Kaderlisten
Die mannschaften benannten die folgenden Kader.
| WODI | WODI | WTwenty20 | WTwenty20 |
| Südafrika | West Indies | Südafrika | West Indies |
| --- | --- | --- | --- |
| - Mignon du Preez (K) - Trisha Chetty (wk) - Dinesha Devnarain - Shabnim Ismail - Marizanne Kapp - Ayabonga Khaka - Odine Kirsten - Masabata Klaas - Lizelle Lee - Marcia Letsoalo - Suné Luus - Dane van Niekerk - Andrie Steyn - Chloe Tryon - Laura Wolvaardt | - Stafanie Taylor (K) - Shakera Selman (VK) - Merissa Aguilleira (wk) - Shemaine Campbelle - Shamilia Connell - Britney Cooper - Deandra Dottin - Afy Fletcher - Stacy-Ann King - Kycia Knight (wk) - Kyshona Knight - Hayley Matthews - Anisa Mohammed - Shaquana Quintyne - Tremayne Smartt | - Mignon du Preez (K) - Trisha Chetty (wk) - Moseline Daniels - Dinesha Devnarain - Yolani Fourie - Lara Goodall - Shabnim Ismail - Marizanne Kapp - Ayabonga Khaka - Masabata Klaas - Lizelle Lee - Marcia Letsoalo - Suné Luus - Dane van Niekerk - Chloe Tryon | - Stafanie Taylor (K) - Shakera Selman (VK) - Merissa Aguilleira (wk) - Shemaine Campbelle - Shamilia Connell - Britney Cooper - Deandra Dottin - Afy Fletcher - Stacy-Ann King - Kycia Knight (wk) - Kyshona Knight - Hayley Matthews - Anisa Mohammed - Shaquana Quintyne - Tremayne Smartt |

## Tour Matches
| 22. Februar Scorecard | Alice | Eastern Province-Border Invitation | – | West Indies |
|                       |       |                                    |   |             |

## Women’s One-Day Internationals

### Erstes WODI in East London
| 24. Februar Scorecard | East London | West Indies 214-7 (50)          | – | Südafrika 198 (48.5) |
|                       |             | West Indies gewinnt mit 16 Runs |   |                      |

West Indies gewannen den Münzwurf und entschieden sich als Schlagmannschaft zu beginnen. Als Spielerin des Spiels wurde Deandra Dottin ausgezeichnet.

### Zweites WODI in East London
| 28. Februar Scorecard | East London | West Indies 232 (49.1)          | – | Südafrika 175 (45.3) |
|                       |             | West Indies gewinnt mit 57 Runs |   |                      |

West Indies gewannen den Münzwurf und entschieden sich als Schlagmannschaft zu beginnen. Als Spielerin des Spiels wurde Stafanie Taylor ausgezeichnet.

### Drittes WODI in East London
| 29. Februar Scorecard | East London | Südafrika 235-6 (50)          | – | West Indies 200-8 (50) |
|                       |             | Südafrika gewinnt mit 35 Runs |   |                        |

Südafrika gewann den Münzwurf und entschied sich als Schlagmannschaft zu beginnen. Als Spielerin des Spiels wurde Trisha Chetty ausgezeichnet.

## Women’s Twenty20 Internationals

### Erstes WTwenty20 in Durban
| 4. März Scorecard | Durban | Südafrika 125-6 (20)          | – | West Indies 114-6 (20) |
|                   |        | Südafrika gewinnt mit 11 Runs |   |                        |

Südafrika gewann den Münzwurf und entschied sich als Schlagmannschaft zu beginnen. Als Spielerin des Spiels wurde Shabnim Ismail ausgezeichnet.

### Zweites WTwenty20 in Johannesburg
| 6. März Scorecard | Johannesburg | West Indies 143-6 (20)          | – | Südafrika 98 (18.4) |
|                   |              | West Indies gewinnt mit 45 Runs |   |                     |

Südafrika gewann den Münzwurf und entschied sich als Feldmannschaft zu beginnen. Als Spielerin des Spiels wurde Stafanie Taylor ausgezeichnet.

### Drittes WTwenty20 in Kapstadt
| 9. März Scorecard | Kapstadt | Südafrika 119-3 (20)         | – | West Indies 115-8 (20) |
|                   |          | Südafrika gewinnt mit 4 Runs |   |                        |

Südafrika gewann den Münzwurf und entschied sich als Schlagmannschaft zu beginnen. Als Spielerin des Spiels wurde Lizelle Lee ausgezeichnet.

## Auszeichnungen

### Player of the Series
Als Player of the Series wurden der folgende Spieler ausgezeichnet.
| Serie | Player of the Series |
| ----- | -------------------- |
| WODI  | –                    |
| WT20  | Stafanie Taylor      |

### Player of the Match
Als Player of the Match wurden die folgenden Spielerinnen ausgezeichnet.
| Spiel   | Player of the Match |
| ------- | ------------------- |
| 1. WODI | Deandra Dottin      |
| 2. WODI | Stafanie Taylor     |
| 3. WODI | Trisha Chetty       |
| 1. WT20 | Shabnim Ismail      |
| 2. WT20 | Stafanie Taylor     |
| 3. WT20 | Lizelle Lee         |